# Harzfest
Das Harzfest ist ein regionales Brauchtums- und Kulturfest im Harz, das von 1993 bis 2010 jährlich als länderübergreifende Veranstaltung stattfand. Seit 2021 wird es durch den Landkreis Harz in Sachsen-Anhalt als Bürgerfest fortgeführt.

## Geschichte
Von 1993 bis 2010 fand das Harzfest an wechselnden Veranstaltungsorten in Sachsen-Anhalt, Niedersachsen und Thüringen statt. Es wurde vom Harzer Förderkreis e.V. (HFK) mit Sitz in Stolberg (Harz) als Beitrag der Tourismuswirtschaft für das Zusammenwachsen des bis 1989 geteilten Harzes entwickelt und ausgerichtet. Zum Festprogramm gehörte die Präsentation von typischem Harzer Handwerk und Gewerbe, Wettbewerbe zur Ermittlung des Harzschützenkönigs und der Harzschützenkönigin, Waldarbeiterwettkämpfe um die „Silberne Axt“ sowie ein Festumzug. Ab 1999 wurde an Produzenten regionaler Produkte das Siegel „Typisch Harz“ verliehen.
Mit der Auflösung des Harzer Förderkreis e.V. (HFK) 2009 wurde die Tradition der länderübergreifenden Harzfeste vom Harzer Tourismusverband e.V. (HTV) mit Sitz in Goslar nochmals 2010 mit einem Fest im Goslarer Ortsteil Hahnenklee weitergeführt. Das Siegel „Typisch Harz“ wird durch den Harzer Tourismusverband e.V. weiterhin verliehen.
Im Jahr 2021 hat der Landkreis Harz (Sachsen-Anhalt) Elemente der Harzfeste aufgegriffen und veranstaltet unter der Bezeichnung „Harzfest des Landkreises Harz“ an wechselnden Orten im Landkreis ein Bürgerfest. Veranstaltungsorte sind kleinere Kommunen mit bis zu 5000 Einwohnern oft in Verbindung mit örtlichen Jubiläen.

## Harzfeste von 1993 bis 2010
- 1993: Benneckenstein (Sachsen-Anhalt)
- 1994: Neudorf (Sachsen-Anhalt)
- 1995: Altenbrak (Sachsen-Anhalt)
- 1996: Ilfeld (Thüringen)
- 1997: Benneckenstein (Sachsen-Anhalt)
- 1998: Dankerode (Sachsen-Anhalt)
- 1999: Friedrichsbrunn (Sachsen-Anhalt)
- 2000: Braunlage (Niedersachsen).
- 2001: Elend (Sachsen-Anhalt)
- 2002: Neustadt/Harz (Thüringen)
- 2003: St. Andreasberg (Niedersachsen)
- 2004: Thale (Sachsen-Anhalt)
- 2005: Ilfeld (Thüringen)
- 2006: Gernrode (Sachsen-Anhalt)
- 2007: Clausthal-Zellerfeld (Niedersachsen)
- 2008: Ellrich (Thüringen)
- 2009: Wernigerode (Sachsen-Anhalt)
- 2010: Goslar, Ortsteil Hahnenklee (Niedersachsen)

## Harzfeste des Landkreises Harz seit 2021
- 2021 Harsleben
- 2022 Schwanebeck
- 2023 Altenbrak
- 2024 Osterwieck
- 2025 Hüttenrode
- 2026 Hasselfelde (angekündigt)